# 1547 en philosophie
Chronologie de la philosophie
- 1543
- 1544
- 1545
- 1546
- 1547
- 1548
- 1549
- 1550
- 1551

L’année 1547 a été marquée, en philosophie, par les événements suivants :

## Publications
- Domingo de Soto : « Ad Sanctum Concilium Tridentinum de natura et gratia libri tres », (Venise, 1547)